# チャンチン
チャンチン（香椿、学名：Toona sinensis）はセンダン科の落葉高木。中国中部・北部原産。（シノニム：Cedrela sinensis）

## 特徴
高さは10メートルほど。葉は卵形の多数の小葉からなる羽状複葉で、若芽は赤褐色を帯び、茎・葉・花に独特のにおいがある。花期は7月頃。枝頂から房状に白い小花が密生して多数咲く。実は果で秋に熟して5裂する。

## 利用
庭木や街路樹とされ、材は堅く、同じセンダン科で高級材のマホガニーに似るとして流通ではチャイニーズマホガニーとも呼ばれ、家具や器具用材などに用いる。
若芽は中華圏で春の野菜として食べられる。

## 表記
中国では「椿」のみでチャンチンを表しており、逆に中国語で「ツバキ」は「山茶花」「日本椿花」などと表記されている。

## 画像一覧

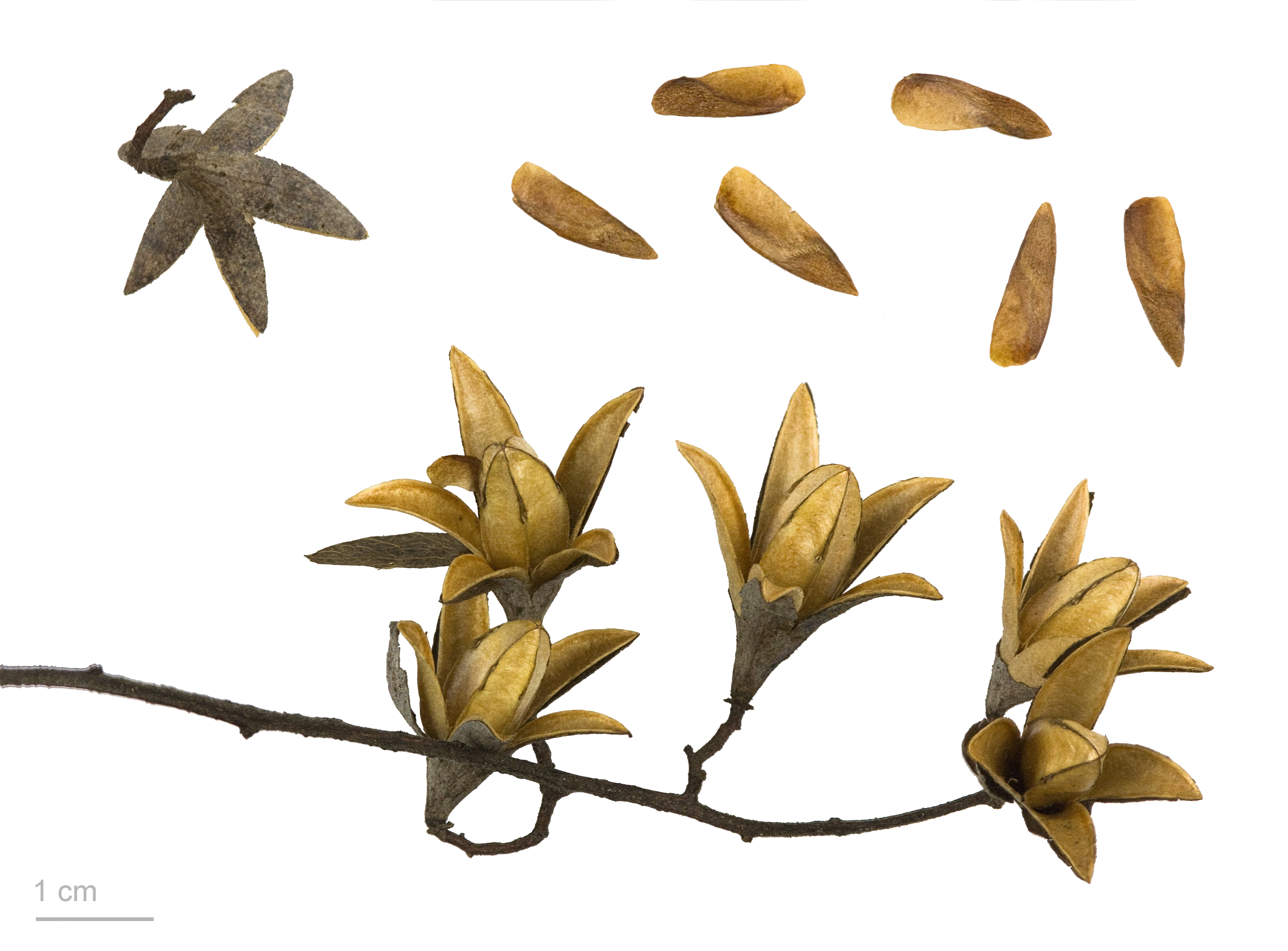
チャンチン
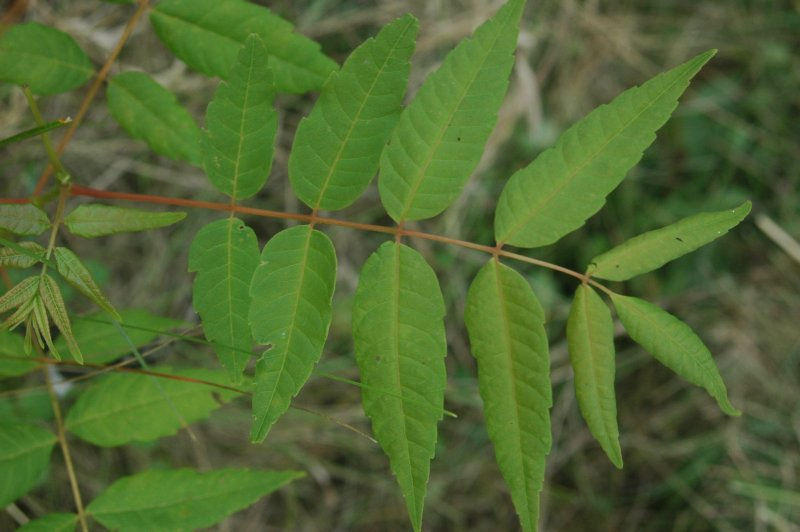
チャンチンの葉